# نيركن شينجافيت
نيركن شينجافيت (الأرمينية: Ներքին Շենգավիթ، أيضا، نيركن شينغافيت ') هو جزء من منطقة شينجافيت في يريفان، أرمينيا.